# Zdeněk Edel
Zdeněk Edel (1. srpna 1923, Kostelec nad Labem – 21. prosince 2015, Květnice) byl český architekt, jehož nejvýznamnějšími stavbami jsou např. Parkhotel či KOVO v Praze-Holešovicích. V roce 2014 obdržel cenu za celoživotní dílo – Grand Prix architektů.

## Mládí
Zdeněk Edel vyrostl v prostředí stavebního řemesla. Jeho otec František Edel byl místním architektem a stavitelem v Kostelci nad Labem, kde navrhl a postavil například budovu sokolovny a Městské lázně. Působil i v dalších městech včetně Turnova, odkud pocházela rodina jeho ženy (Zdeňkovy matky). Turnovsko zůstalo Zdeňku Edelovi blízké i po matčině tragické smrti při dopravní nehodě v den jeho desátých narozenin, celý život se do této oblasti vracel. (Jeho syn Tomáš později zakotvil jako historik a muzejník v nedalekém Českém Dubu.)
Ke studiu v Mladé Boleslavi nastoupil v době, kdy již Evropou zmítala druhá světová válka, která brzy citelně zasáhla také do jeho života. Společně s řadou vrstevníků z celého protektorátu byl v roce 1943 odveden a totálně nasazen v německém Hamburku, kde v nelidských podmínkách za přetrvávajících spojeneckých náletů odklízel trosky bombardováním zničeného města. 

## Studia
Po škole se Zdeněk Edel nejprve vyučil zedníkem, aby poté pokračoval ve studiích na střední průmyslové stavební škole v Mladé Boleslavi. V roce 1945 odmaturoval a jelikož se rozhodl nepřijmout nabídku ke studiu na uměleckoprůmyslové škole v Praze, strávil dva roky ve vojenské službě. Na vysokou školu v Praze nakonec přeci jen nastoupil, avšak na Akademii výtvarných umění (AVU) k profesoru Jaroslavu Fragnerovi, který se pro něj stal otcovskou postavou. Školu architektury Zdeněk Edel absolvoval v roce 1951 a působil zde až do roku 1958 jakožto Fragnerův asistent, díky čemuž se mohl podílet na jeho významných realizacích: přestavbě Karolina a obnově Betlémské kaple.

## Tvorba
Ještě během svého působení na akademii se Zdeněk Edel zúčastnil společně se se sochařem Vlastimilem Večeřou a malířem Otakarem Nejedlým soutěže na úpravu malého foyer Národního divadla, v níž jejich návrh obdržel nejvyšší odměnu.

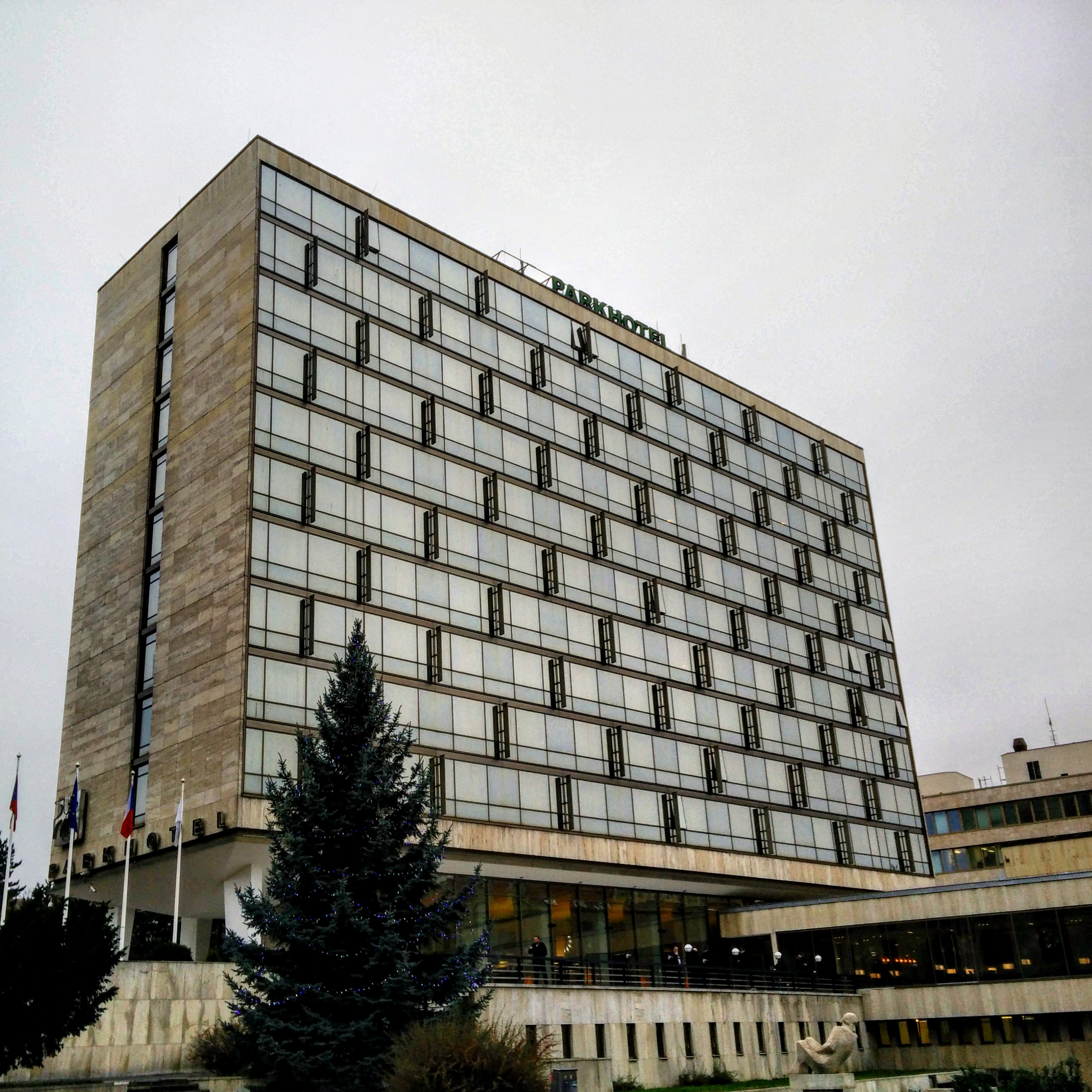
Parkhotel Praha

V roce 1958 Zdeněk Edel odešel z AVU do Potravinoprojektu, později transformovaného do Státního projektového ústavu obchodu (SPÚO). Edel se zde dostal k jedné ze svých prvních velkých realizací, a to hned možná té nejslavnější: Parkhotelu v pražských Holešovicích.  Smělá desetiposchoďová budova Parkhotelu je vyzdvižena nad terén bílými pilíři, takže působí velmi lehce, jako by se těleso stavby vznášelo. Hotel má skleněný plášť členěný vertikálními slunolamy. Na návrhu spolupracoval Zdeněk Edel s architektem Jiřím Lavičkou.
„Elegantní Parkhotel mě fascinoval už jako kluka. Projekt je z roku 1959 a tehdy to byla naprostá bomba. Parkhotel je pro mne symbolem krásné éry 60. let,“ říká o budově historik architektury Zdeněk Lukeš.
Od roku 1968 působil v Krajském projektovém ústavu. Podnikl studijní cesty po Itálii, Německu, Belgii a Lucembursku, publikoval odborné články v časopisech Architektura ČSR a Architekt. Jako nestraník neměl lehkou pozici, přesto se nakonec dostal k významným zakázkám. Téma výškové budovy si vyzkoušel ještě jednou – pro podnik zahraničního obchodu KOVO (1974–1977) navrhl se svými spolupracovníky Luďkem Štefkem, Pavlem Štěchem a Josefem Matyášem dvojvěží na holešovickém předmostí Libeňského mostu. I tentokrát jde o čistý tvar a v době vzniku patřil dům spolu s vinohradským Strojimportem a pankráckým Motokovem Zdeňka Kuny a vokovickou Aritmou (dnes Shiran Tower) Miroslava Skály a Jana Mihalíčka k nejzdařilejším věžákům v Praze (dnes v ní sídlí Nejvyšší kontrolní úřad). Edel projektoval také radniční budovu ve Vršovicích v podobě protáhlého – tentokrát horizontálního hranolu (spolupráce Jiří Lavička a Vlastibor Klimeš; 1972–1977), kdysi oblíbenou kolibu v Průhonicích, Obecní dům v Nymburce a další.
Během ničivé povodně v roce 2002 přišel Edel o celý svůj architektonický archiv v Praze na Kampě, kde většinu svého života bydlel. Nic to nemění na tom, že jeho dílo, zejména jeho Parkhotel, patří k tomu nejlepšímu, co u nás v nelehké éře totality vzniklo.